# Лученко, Юрий Васильевич
Юрий Васильевич Лученко (20 марта 1941 — 8 апреля 2018, Москва) — советский и российский актёр. Народный артист РФ (2008). Лауреат Государственной премии РСФСР им. К. С. Станиславского (1985).

## Биография
Родился 20 марта 1941 года. В 1964 году окончил Театральное училище имени М. С. Щепкина и был принят в труппу ЦДТ (ныне РАМТ), в которой состоял до 2015 года.
Брат актёра Льва Перфилова (1933—2000).
Снимался в телеспектаклях. Супруга — актриса Татьяна Надеждина (1931—2019).
Скончался 8 апреля 2018 года в Москве, на 78-м году жизни. Похоронен на Николо-Архангельском кладбище.

## Театр

### Роли в театре
- «Большие надежды» (Чарльз Диккенс, Вильма Холлинбери). Режиссёр: Алексей Бородин
- «Сон с продолжением» С. В. Михалкова. Режиссёры: Алексей Бородин, Михаил Кисляров
- 1989 — «Приключения Тома Сойера» М. Твена. Режиссёр: Д. Крэнни — Шериф Томкинс
- 2001 — «Лоренцаччо» А. Де Мюссе. Режиссёр: Алексей Бородин — Роберто Корсини
- 2002 — «Сотворившая чудо» У. Гибсона. Режиссёр: Юрий Ерёмин — Келлер
- 2002 — «Эраст Фандорин» Б. Акунина. Режиссёр: Алексей Бородин — Грушин
- 2004 — «Вишнёвый сад» А. П. Чехова. Режиссёр: Алексей Бородин — Фирс
- 2004 — «Роман с кокаином» М. Агеева. Режиссёр: Олег Рыбкин — Батюшка
- 2005 — «Инь и Ян. Белая версия» / «Инь и Ян. Чёрная версия». Режиссёр: Алексей Бородин — Фаддей
- 2008 — «Красное и Чёрное» Стендаля. Режиссёр: Юрий Ерёмин — Шелан, кюре
- 2009 — «Приглашение на казнь» В. Набокова. Режиссёр: Павел Сафонов — тесть Цинцинната, Судья
- 2010 — «Чехов-GALA» А. П. Чехова. Режиссёр: Алексей Бородин — Ревунов-Караулов

## Фильмография
- 1987 — «Мораль Леонардо» (фильм-спектакль). Реж. Елена Долгина, Алла Евдокимова
- 1987 — «Малыш» (фильм-спектакль). Реж. Алексей Бородин, Юлия Косарева — Яков Вандерхузе
- 1981 — «Третье измерение». Реж. Вилен Новак — Николай Николаевич Обозин, главный механик
- 1981 — «Следствие ведут ЗнаТоКи. Из жизни фруктов» — Шишкин
- 1981 — «Кошкин дом» (фильм-спектакль). Реж. Сергей Яшин, Александр Воропаев — Кот Василий
- 1977 — «Провинциальная история» (фильм-спектакль). Реж. Алексей Говорухо — Самойленко
- 1972 — «Стихи Агнии Барто» (фильм-спектакль). Реж. Галина Орлова
- 1972 — «Сказка о четырёх близнецах» (фильм-спектакль). Реж. Леонид Эйдлин, Ваграм Кеворков — отец Бонки
- 1970 — «Карлик Нос» (фильм-спектакль). Реж. Галина Орлова — Смотритель
- 1966 — «Тени старого замка» (телевизионный фильм). Реж. Мария Муат — Александр Уйбо, учитель
- 1963 — «На трассе» (короткометражный). Реж. Ростислав Горяев

## Награды и премии
- Заслуженный артист РСФСР (1983)
- Народный артист Российской Федерации (2008)
- Государственная премия РСФСР имени К. С. Станиславского (1985) — за исполнение роли Жана Вальжана в спектакле «Отверженные» В. Гюго